# Rumohra madagascarica
Rumohra madagascarica är en träjonväxtart som först beskrevs av Roland Napoléon Bonaparte, och fick sitt nu gällande namn av Tard. Rumohra madagascarica ingår i släktet Rumohra och familjen Dryopteridaceae. Inga underarter finns listade.